# Abu Abdullah Muhammad II
Abu Abdullah Muhammad II (arab. أبو عبد الله محمد المتوكل المسلوخ = Abū ʾAbd Allah Muḥammad al-Mutawwakil al-Maslūẖ, zm. 4 sierpnia 1578 pod Al-Kasr al-Kabir) – sułtan Maroka z dynastii Sadytów, syn sułtana Abdullaha al-Ghaliba. 

## Życiorys
Abu Abdullah Muhammad II objął tron po śmierci swojego ojca w 1574 roku. Wkrótce musiał jednak stawić czoła oporowi ze strony swojego wypędzonego wcześniej stryja Abu Marwana Abd al-Malika, który z pomocą Osmanów najechał Maroko od strony Algierii. W wyniku walk w 1576 roku Abu Abdullah stracił tron, zdołał jednak uciec do Hiszpanii. Nie uzyskawszy tam wsparcia, udał się do Portugalii, gdzie zdołał nakłonić króla Sebastiana do kampanii przeciw Maroku. Tak w 1578 roku doszło do bitwy pod Al-Kasr al-Kabir, zwanej również Bitwą Trzech Królów, w której zginęli wszyscy trzej władcy – Sebastian, Abu Abdullah i Abd al-Malik (pierwsi dwaj utonęli podczas bitwy, trzeci zmarł z powodu choroby). Tron w Maroku objął wówczas Ahmad I al-Mansur – stryj Abu Abdullaha.